# École polytechnique universitaire de Bourgogne
L'école polytechnique universitaire de Bourgogne (titre abrégée en Polytech Dijon, anciennement ESIREM jusqu'en 2023) est l'une des 204 écoles d'ingénieurs françaises accréditées au 1er septembre 2020 à délivrer un diplôme d'ingénieur. C'est une des 16 écoles du réseau Polytech.
École interne de l’université de Bourgogne, elle délivre en cinq ans des diplômes d'ingénieur dans cinq spécialités : matériaux, informatique, électronique et réseaux sur le site de Dijon, et robotique sur le site du Creusot.
Elle est située à Dijon, dans le département de la Côte-d'Or, en région Bourgogne-Franche-Comté.

## Historique
L'école polytechnique universitaire de Bourgogne est créée en 1991 par l’université de Bourgogne sous le nom de Filière d'ingénieurs de recherche en sciences et technologie des matériaux (FIRST). La formation est accréditée par la commission des titres d'ingénieur (CTI) dès ses débuts. Elle est rebaptisée école supérieure d'ingénieurs de recherche en matériaux en 1998 et devient une école interne de l'université de Bourgogne fonctionnant dans le cadre de l'article L713-9 du code de l'éducation.
En 2003, un deuxième département dans la spécialité infotronique (informatique et électronique) voit le jour. Tout comme la spécialité matériaux, il est habilité par la CTI dès sa création. Le nom de l'école s'adapte alors : école supérieure d'ingénieurs de recherche en matériaux et en infotronique. Cette spécialité prend le nom d'informatique/électronique en 2016 et l'école se renomme alors école supérieure d'ingénieurs de recherche en matériaux et en informatique/électronique.
En 2024, l'école polytechnique universitaire de Bourgogne intègre à part entière le réseau Polytech et devient Polytech Dijon.

### Directeurs
L'école a été dirigée par plusieurs directeurs depuis sa création :
- 1998 - 2008 : Alexis Steinbrunn[4] ;
- 2011 - 2016 : Gilles Caboche[5] ;
- 2016 - actuel : Albert Dipanda[6] ;

### Évolution du logo

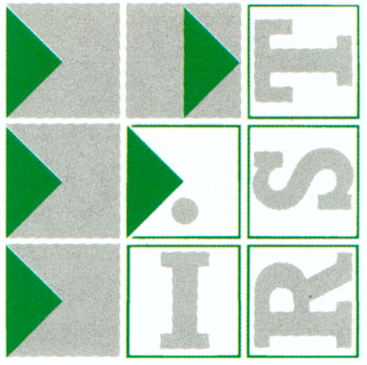
1991-1998
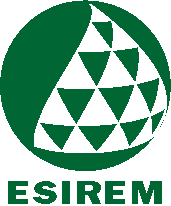
1998-2007
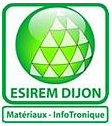
2007-2016
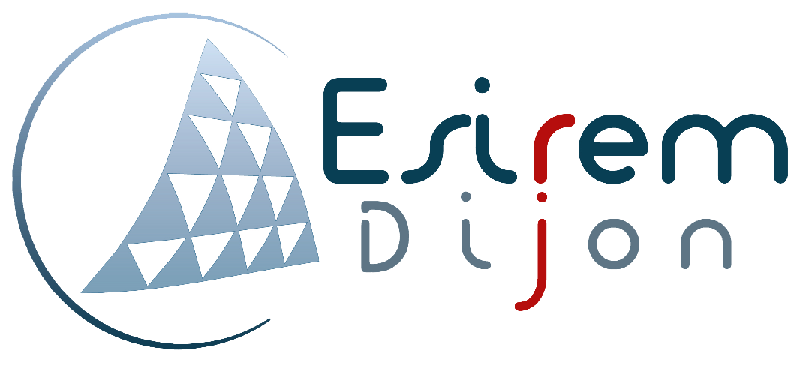
2016-2023
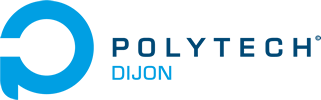
2024

## Admissions
Polytech Dijon recrute sur les concours : Parcours préparatoire intégré : Concours Geipi Polytech qui se déroule à Dijon en commun avec AgroSup Dijon depuis la rentrée 2010, concours préparatoire Bac+2 : Polytech; et elle recrute également sur dossiers + entretiens pour les élèves d'IUT-DUT.
En 2007, l’école a ouvert un cycle préparatoire (Bac+1, Bac+2) aux élèves de terminale S (toutes filières).
| Première année du cycle ingénieur (bac+3) | Concours commun Polytech - MP - PC - PSI - PT (Banque PT) Admission sur dossier - DUT Mesures Physiques ; DUT Sciences et Génie des Matériaux ; DUT Chimie ; DUT Réseaux et télécommunications ; DUT Informatique ; DUT Génie électrique et informatique industrielle ; DUT Génie mécanique et productique - Licence Scientifique MIAS ou SM - Maths Spé TSI Concours ATS - DUT et BTS |
| Deuxième année du cycle ingénieur (bac+4) | Admissions sur dossier - Maîtrise, Master M1, IUP |

## Enseignement

### Formation d’ingénieur
La formation d’ingénieur se déroule en trois ans.
Les enseignements des deux filières sont distincts dès la première année.
Située à Dijon, l’école est habilitée depuis 1991 par la Commission des Titres d'Ingénieurs (CTI) et le ministère de l’Enseignement supérieur et de la Recherche à délivrer le diplôme Ingénieur Matériaux.
Depuis 2003, un deuxième département dans la spécialité InfoTronique (renommé Informatique/Électronique depuis la rentrée 2016) a été habilité par la CTI, et la première promotion d’Ingénieurs InfoTronique est sortie en 2006.
L’école compte aujourd'hui plus de 1000 diplômés et forme chaque année plus de 70 nouveaux ingénieurs.

### Spécialité matériaux
La spécialité "Matériaux-Développement Durable" a pour objectif de former et certifier des ingénieurs aptes à gérer un projet de Recherche et Développement ou d'industrialisation d'un produit, de la conception au recyclage, par des choix raisonnés de matériaux et/ou de process dans le cadre du développement durable.
Thématiques
L'ingénieur Matériaux-Développement Durable au terme de sa formation sera capable de gérer un projet, de la conception au recyclage, par ses aspects organisationnels, économiques, financiers, humains, techniques, environnementaux et qualité dans le cadre du développement durable. La totalité des enseignements pratiques de dernière année se déroule sous forme de projets mobilisant systématiquement les compétences scientifiques, techniques et managériales des élèves. Un vaste domaine de matériaux est abordé au cours de la formation : les matériaux, les céramiques, les matières plastiques, les liants hydraulique (ciments et bétons), les verres et semi-conducteurs.
Débouchés
Les principaux métiers exercés par les diplômés sont ceux de la recherche et du développement (ingénieur R&D, conception, ou projet, ingénieur d'études ou d'affaires) pour 45 % d'entre eux. 31 % sont ingénieurs méthodes, contrôle ou qualité.

### Spécialités en informatique, électronique et robotique
L'école s'est diversifiée depuis quelques années et propose plusieurs spécialités en informatique, électronique et robotique.
Chaque promotion de la spécialité porte, suivant l’ordre alphabétique, un nom célèbre en rapport avec la spécialité. En alternant un nom proche de l'électronique (SE) et un nom proche des réseaux. 
Depuis 2006 sont sorties les promotions Ampère et Baud (2006), Chappe et Debian (2007), Edison et Fedora (2008), Gray et Hall (2009), Chrome et Lorentz (2017), Maxwell et Maganèse (2019), Fer et Neumann (2020), Ohm et Cobalt (2021), Cuivre et Quantum (2022), Zinc, Rayleigh, Asimov & Ashby (2024) .

#### Électronique et Systèmes Numériques
Cette spécialité propose deux options:
- Systèmes embarqués (SE) dont le contenu se base sur :
  - la conception de systèmes sur carte FPGA
  - la création d'OS embarqués et de drivers
  - le développement d'applications iOS
  - traitement du signal analogique et numérique
- Objets connectés / IoT (en apprentissage)

#### Informatique et Réseau
Cette spécialité propose trois options:
- Ingénierie Logicielle et Intelligence Artificielle (ILIA),
- Sécurité et Qualité des Réseaux (SQR),
- Cybersécurité (en apprentissage)

Les cours concernent en priorité l'ensemble des domaines des réseaux:
- La conception de réseaux
- La sécurisation de réseaux
- La mise en place de la qualité
- L'IPV6

Mais aussi du génie logiciel et les certifications Cisco CCNA 1 à 4
La formation est centrée sur les disciplines liées à l’informatique, l’électronique et les technologies de l'information et de la communication (TIC) et plus particulièrement sur les architectures de réseaux informatiques et sur les systèmes électroniques embarqués.

### Laboratoires associés
Les étudiants de Polytech Dijon peuvent bénéficier des moyens et de l'aide des différents laboratoires de l’UFR Sciences et Techniques de l'université de Bourgogne.
- ImVia : laboratoire de recherche en Imagerie et Vision Artificielle
- ICB :  Laboratoire Interdisciplinaire Carnot de Bourgogne.
- LE2I : Laboratoire d’Électronique, Informatique et Imagerie.
- ICMUB-UMR : CNRS 6302 : Institut de Chimie Moléculaire de l'université de Bourgogne

## Vie étudiante
La vie des étudiants est rythmée par les cours, les TP et les stages, mais elle s'inscrit également dans plusieurs démarches associatives au sein du bureau des élèves (BDE) : clubs (danses, spectacles, sport), sorties, soirées...
Les étudiants organisent également de nombreux événements :
- L'intégration des nouveaux élèves.
- Le « Tournoi des 5 Ballons » organisé conjointement par les BDE d'AgroSup Dijon et de Polytech Dijon avec pour invités 3 autres écoles (entre l'ENSMM, ENSAIA, UTBM et Mines d'Alès pour les plus récurrents)  autour de cinq sports : le basket-ball, le handball, le volley-ball, le rugby et le football.
- Le Raid : organisé chaque année par les étudiants de 3e année, c’est une manifestation sportive et festive qui regroupe plusieurs disciplines et animations diverses (VTT, Tir à l'arc, course …) ouverte à tous.
- Le 4L trophy, au travers de l'association "4 Ailes Infotrophy", dont l'objectif est d'acheminer des fournitures scolaires aux enfants du Maroc, l'association travaille également sur les émissions de gaz à effet de serre des véhicules.
- Le Colloque permet chaque année aux industriels, aux chercheurs et aux élèves de débattre autour d'un thème en rapport avec les enseignements de l'école. Chaque année le colloque a lieu le dernier vendredi de janvier dans les locaux de Polytech Dijon. Les dernière thèmes en date traités ont été : "Les Nanotechnologies : l'infiniment petit déjà dans nos vies", "Quelles nouvelles technologies dans le domaine sportif?".
- La remise des diplômes et le gala de l'école, qui réunissent le même jour, à la fin du mois de janvier, les anciens élèves, les familles et amis des promotions de toute l'école pour une soirée ponctuée par des animations et des spectacles (sketches, danses, défilés, chants) organisés et préparés par les étudiants eux-mêmes.